# الإمبراطور سوجين
الإمبراطور سوجين (باليابانية: 崇神天皇 سوجين تينو) هو عاشر أباطرة اليابان في قائمة أباطرة اليابان. لا يوجد أي تواريخ محددة عن فترة حياته أو حكمه.

## اقرأ أيضا
- إمبراطور اليابان
- قائمة أباطرة اليابان